# Glommersträsks kyrkobokföringsdistrikt

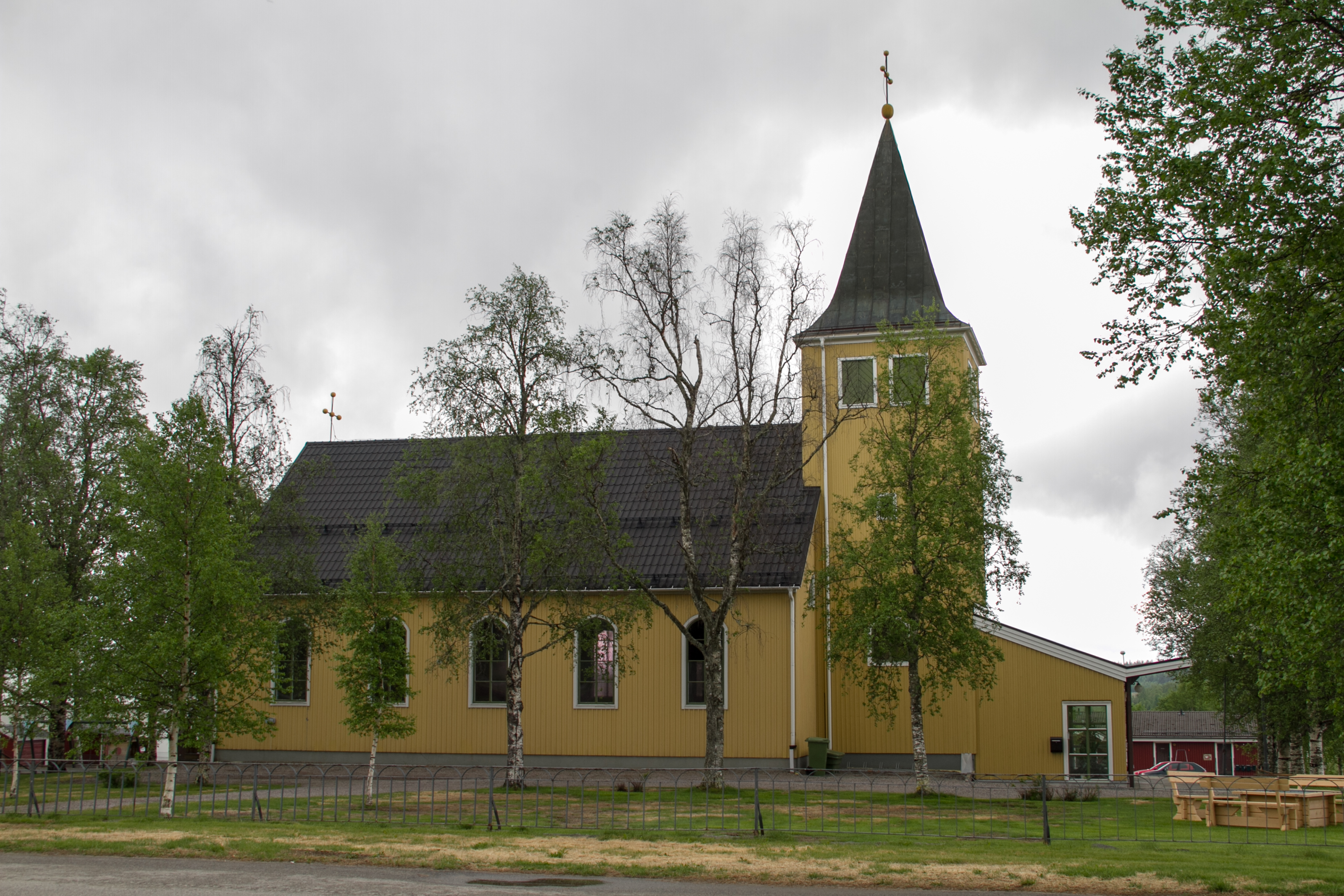
Glommersträsks kyrka.

Glommersträsks kyrkobokföringsdistrikt var ett kyrkobokföringsdistrikt (ofta förkortat kbfd) i Arvidsjaurs församling i Luleå stift. Dessa distrikt utgjorde delar av en församling i Sverige som i folkbokföringshänseende var likställd med en församling. Distriktet bildades den 1 maj 1923 (enligt beslut den 19 maj 1922) när Arvidsjaurs församling delades upp på två kyrkobokföringsdistrikt (Arvidsjaur och Glommersträsk) och avskaffades 1 juli 1991 när det återigen ingick i Arvidsjaurs församling, samtidigt som Sveriges indelning i kyrkobokföringsdistrikt upphörde.
Glommersträsks kyrkobokföringsdistrikt hade församlingskoden 250501.
Den 1 januari 1959 överfördes till Glommersträsks kyrkobokföringsdistrikt från Norsjö kyrkobokföringsdistrikt ett område (Gallejaur 1:2-1:5) med 7 invånare och med en areal av 1,55 km², varav 1,29 km² land.

## Areal
Glommersträsks kyrkobokföringsdistrikt omfattade den 1 januari 1976 en areal av 674,5 kvadratkilometer, varav 647,3 kvadratkilometer land.

## Befolkningsutveckling
| Befolkningsutvecklingen i Glommersträsks kyrkobokföringsdistrikt 1925–1990 | Befolkningsutvecklingen i Glommersträsks kyrkobokföringsdistrikt 1925–1990 | Befolkningsutvecklingen i Glommersträsks kyrkobokföringsdistrikt 1925–1990 | Befolkningsutvecklingen i Glommersträsks kyrkobokföringsdistrikt 1925–1990 | Befolkningsutvecklingen i Glommersträsks kyrkobokföringsdistrikt 1925–1990 |
| --- | -------------------------------------------------------------------------- | -------------------------------------------------------------------------- | -------------------------------------------------------------------------- | -------------------------------------------------------------------------- |
| |                                                                            |                                                                            |                                                                            |                                                                            |
| År |                                                                            |                                                                            | Folkmängd                                                                  |                                                                            |
| 1925 | 1925                                                                       |                                                                            | 1 875                                                                      |                                                                            |
| 1930 | 1930                                                                       |                                                                            | 1 957                                                                      |                                                                            |
| 1935 | 1935                                                                       |                                                                            | 2 013                                                                      |                                                                            |
| 1940 | 1940                                                                       |                                                                            | 2 043                                                                      |                                                                            |
| 1945 | 1945                                                                       |                                                                            | 2 129                                                                      |                                                                            |
| 1950 | 1950                                                                       |                                                                            | 2 156                                                                      |                                                                            |
| 1955 | 1955                                                                       |                                                                            | 2 022                                                                      |                                                                            |
| 1960 | 1960                                                                       |                                                                            | 1 869                                                                      |                                                                            |
| 1965 | 1965                                                                       |                                                                            | 1 590                                                                      |                                                                            |
| 1970 | 1970                                                                       |                                                                            | 1 303                                                                      |                                                                            |
| 1975 | 1975                                                                       |                                                                            | 1 044                                                                      |                                                                            |
| 1980 | 1980                                                                       |                                                                            | 968                                                                        |                                                                            |
| 1985 | 1985                                                                       |                                                                            | 901                                                                        |                                                                            |
| 1990 | 1990                                                                       |                                                                            | 865                                                                        |                                                                            |
| Anm: För åren 1930 och 1940-1945: befolkning enligt folkräkning 31 december enligt den administrativa indelningen den 1 januari följande år. 1950 avser befolkning enligt folkräkning den 31 december enligt den administrativa indelningen den 1 januari 1952. Åren 1925, 1935, 1955 samt 1975-1990 avser den kyrkobokförda befolkningen den 31 december enligt den administrativa indelningen den 1 januari följande år. 1960, 1965 och 1970 avser befolkning enligt folkräkning den 1 november enligt den administrativa indelningen den 1 januari följande år. |                                                                            |                                                                            |                                                                            |                                                                            |